# Авдеевка (Куликовский район)
Авде́евка (укр. Авді́ївка) — село Куликовского района Черниговской области Украины, центр сельского совета. Население 551 человек.
Код КОАТУУ: 7422780201. Почтовый индекс: 16321. Телефонный код: +380 4643.

## Власть
Орган местного самоуправления — Авдеевский сельский совет. Почтовый адрес: 16321, Черниговская обл., Куликовский р-н, с. Авдеевка, ул. Центральная 69, тел. 2-92-16.